# Chloropsina rohaceki
Chloropsina rohaceki är en tvåvingeart som beskrevs av Nartshuk 2000. Chloropsina rohaceki ingår i släktet Chloropsina och familjen fritflugor.
Artens utbredningsområde är Sverige. Arten är reproducerande i Sverige. Inga underarter finns listade i Catalogue of Life.